# Lupinus howardii
Lupinus howardii är en ärtväxtart som beskrevs av Marcus Eugene Jones. Lupinus howardii ingår i släktet lupiner, och familjen ärtväxter. Inga underarter finns listade i Catalogue of Life.